# Teucholabis longispina
Teucholabis longispina är en tvåvingeart som beskrevs av Alexander 1938. Teucholabis longispina ingår i släktet Teucholabis och familjen småharkrankar.
Artens utbredningsområde är Ecuador. Inga underarter finns listade i Catalogue of Life.